# Relaciones Turquía-Unión Europea
Las relaciones entre Turquía y la Unión Europea (UE) se establecieron en 1959, y el marco institucional se formalizó con el Acuerdo de Ankara de 1963. Aunque no forma parte de la Unión Europea, Turquía es uno de los principales socios de la UE y ambos son miembros de la Unión Aduanera UE-Turquía. Turquía limita con dos Estados miembros de la UE: Bulgaria y Grecia.
Turquía ha solicitado la adhesión a la UE desde 1987, pero desde 2016 las negociaciones de adhesión se han estancado. La UE ha criticado a Turquía por supuestas violaciones de derechos humanos y deficiencias en el estado de derecho.

## Contexto
Las relaciones internacionales de la Unión Europea son las relaciones que tiene dicha organización con otros países u organizaciones internacionales, tanto en el campo político, como en los campos económico, comercial, militar, jurídico, geopolítico y geoestratégico. En su acción internacional la Unión desarrolla un conjunto de políticas, instrumentos y capacidades con los que proyecta su poder e influencia en el mundo. La acción exterior comprende diversas políticas interconectadas pero autónomas, elaboradas tanto por el departamento de Asuntos Exteriores de la Comisión como por el Consejo de Asuntos Exteriores, cuyo funcionamiento se estructura en torno a la Política Exterior y de Seguridad Común (PESC), de diseño principalmente intergubernamental, de dicha PESC deriva la Política Común de Seguridad y Defensa (PCSD), centrada en el ámbito militar y de inteligencia.
De acuerdo con los Tratados, la acción exterior de la Unión (y por lo tanto todas sus relaciones internacionales y, en general, la entera dimensión exterior de sus actividades) se fundamenta y se construye desde el respeto a los principios y ordenada a los objetivos constitucionales contenidos en los artículos 21 y 22 del Tratado de la Unión.
En el diseño, desarrollo y aplicación de la acción exterior de la Unión en su conjunto, que se articulan desde el marco institucional único de la misma, intervienen, con distinto grado de participación, todas las instituciones comunitarias, si bien es preciso adelantar que, de acuerdo con la base jurídica en torno a la cual se articule cada actividad, resalta la preponderancia de dos de ellas, al menos en su fase ejecutiva: el Consejo, para lo relativo a la política exterior y de seguridad común, y la Comisión, para todos los demás ámbitos de la acción exterior. Existen además una institución, el Consejo Europeo, y dos órganos, el Alto Representante de la Unión para Asuntos Exteriores y Política de Seguridad (AR) y el Servicio Europeo de Acción Exterior (SEAE), implicados en la definición y orientación, y además, en el caso del AR y el SEAE, en el desarrollo y la ejecución de la acción exterior de la Unión. El Parlamento Europeo se halla asociado en todo momento a la acción exterior en su conjunto, si bien en la política exterior y de seguridad común su posición no es vinculante.

## Adhesión de Turquía a la Unión Europea
La adhesión de Turquía a la Unión Europea se refiere al proceso iniciado por ambas partes con el objetivo común de lograr la membresía de dicho país en esta organización internacional. En octubre de 2005 se iniciaron las negociaciones bilaterales para la adhesión plena de Turquía en el bloque europeo y desde entonces la cuestión ha estado en la agenda para la ampliación potencial de la Unión. No obstante, ya en 1999 se le había concedido al país el estatus de candidato oficial a la adhesión sobre la base del Acuerdo de Ankara de 1963.
A partir de 2003, el gobierno de Recep Tayyip Erdoğan impulsó múltiples reformas encaminadas especialmente a colocar el Estado turco en sintonía con los parámetros que le impone la UE, para acoger a Turquía como un Estado de pleno derecho dentro de la Unión. Dentro de las reformas destaca la abolición de la pena de muerte y el paulatino progreso en el respeto de los derechos de la población kurda en el este del país. Estas reformas entre varias otras sirvieron para que la Comisión Europea aconsejara al Consejo de la Unión Europea iniciar el proceso de negociaciones para el ingreso de Turquía a la UE.
La posible membresía ha sido objeto de debate político desde la fundación de la Comunidad Económica Europea (CEE). La adhesión del país sigue siendo controvertida: aunque todos los Estados miembros de la Unión Europea (UE) han aprobado las etapas anteriores del proceso de adhesión, una parte importante de los ciudadanos turcos y de la Unión lo rechazan. Un problema importante en las negociaciones es el no reconocimiento por parte de Turquía del territorio completo de la República de Chipre, miembro de la UE y por tanto también territorio de la UE.
En noviembre de 2015, la Comisión Europea publicó un informe anual crítico. Un año después, el Parlamento Europeo votó a favor de «congelar» las negociaciones de adhesión. A pesar de que la recomendación no es vinculante para la Comisión, desde 2016 las negociaciones se han paralizado. La UE ha acusado y criticado a Turquía por las violaciones de los derechos humanos y los déficits en el estado de derecho, por lo que funcionarios de la UE han expresado que varias políticas turcas violan los criterios de Copenhague para ser miembro de la UE. Ello pese a que un acuerdo sobre los refugiados entre Turquía y la Unión impulsó brevemente las negociaciones en 2016 después del estancamiento anterior.

## Unión aduanera de la Unión Europea con Turquía
La Unión Aduanera de la Unión Europea (EUCU, por sus siglas en inglés) es una unión aduanera entre todos los Estados miembros de la Unión Europea y cinco países no miembros. A diferencia de la zona de libre comercio tradicional, los miembros de esta unión aduanera imponen una tarifa única a las mercancías exteriores que entran a la Unión. Gracias a esta unión los Estados de la UE le ceden a las instituciones europeas la negociación y aprobación de los tratados/acuerdos comerciales internacionales con otros países y organizaciones. Esta unión aduanera permite también aplicar una única normativa de entrada, a personas y bienes/productos, aplicando por ejemplo, controles sanitarios a alimentos o animales que vengan del exterior.

## Frontera
Frontera entre Grecia y Turquía
Frontera entre Bulgaria y Turquía

## Inmigración en la Unión Europea
La inmigración turca en Alemania constituye un proceso único en el desarrollo social de la nación alemana en la posguerra. Un 3,7% de la población de Alemania son musulmanes, concretamente algo más de 3 millones de ciudadanos originarios de este país, de acuerdo a la Oficina Federal de Estadística de Alemania. De ellos unos 120.000 viven en Berlín, en lugares como el Kreuzberg, un distrito de la ciudad conocido como «la pequeña Estambul».